# Acatlán de Osorio
Acatlán de Osorio és el cap de municipi d'Acatlán, un dels 217 municipis de l'estat mexicà de Puebla. Es localitza al centre nord del terme municipal i és una de les majors ciutats de la regió mixteca. Per la seva importància regional, Acatlán de Osorio és anomenada la Perla de la Mixteca.

## Toponímia
El topònim Acatlán és d'origen náhuatl. Deriva de la paraula ácatl (canyís) i el locatiu -tlan, d'on es tradueix com On abunden els canyisos. El topònim va ser imposat pels parlants de náhuatl a aquest poblat d'origen mixteca, el nom original del qual va ser Yuku Yuxin, dels vocables mixteques yuku (turó) i yuxin (joia, blava) per formar Turó de la Joia o Turó Blau. Aquest topònim apareix registrat en el Còdex Tulane, originari d'aquesta localitat. Al nom náhuatl se li va afegir el cognom Osorio en memòria del coronel Joaquín Osorio, que va morir combatent als conservadors el 22 de maig de 1861.

## Juntes auxiliars
1.- Amatitlán de Azueta
2.- Boquerón
3.- Hermenegildo Galeana
4.- La Huerta
5.- San Bernardo
6.- Ilamacingo

## Barris de Acatlán
1.- San Juan
2.- San Luis
3.- San Rafael
4.- San Miguel
5.- San Gabriel
6.- Las Nieves
7.- La Palma
8.- San José
9.- San Cristóbal
10.- San Antonio
11.- La Trinidad
12.- Tres Cruces.
13.- Bella Vista.
14.- El Maestro.
15.- Fovissste

## Municipis Administratius de Acatlán
1.- Acatlán (Lloc situat prop de canya o canyís)
2.- Tehuitzingo (lloc de pedres agudes)
3.- Ahuehuetitla (Lloc vell)
4.- Chinantla (Lloc situat prop de canyes)
5.- Piaxtla (Terra llarga)
6.- Tecomatlán (Terra de tecomates)
7.- Axutla (Aigua que crema)
8.- Sant Pablo Anicano (Aquí hi ha camí d'aigua)
9.- San Pedro Yeloixtlahuaca (Lloc de la plana sembrada de tabac)
10.- Guadalupe Santa Ana
11.- Xayacatlán de Bravo (Lloc de màscares)
12.- Sant Jerónimo Xayacatlán (Lloc de màscares)
13.- Totoltepec de Guerrero (Cerro del totole)
14.- Petlalcingo (Lloc de petates fins o petate chiquito)
15.- Chila (lloc de chile o de caragols)
16.- San Miguel Ixitlán. (Lloc Situat al peu del turó)

## Ubicació geogràfica
- Límits geogràfics: Al nord Tepexi de Rodríguez, al sud i a l'est l'estat d'Oaxaca. A l'est Izúcar de Matamoros i Chiautla de Tàpia
- Extensió territorial: 2,720,44 km²
- Coordenades: Lat. 18°11.9 Long. 98º 3´.
- Altitud > 1180 msnm.
- Població: D'acord amb el cens de l'any 2000 viuen en la capçalera del municipi (és a dir, a la ciutat d'Acatlán de Osorio) 34.765 habitants (1.42% de la població total de l'estat), 53.80% són dones i 46.20% homes.
- Clima: El clima d'aquesta regió és completament càlid i sec; intensificant-se la calor en els mesos d'abril i maig. L'època de pluges és a l'estiu.

## Descobriments arqueològics

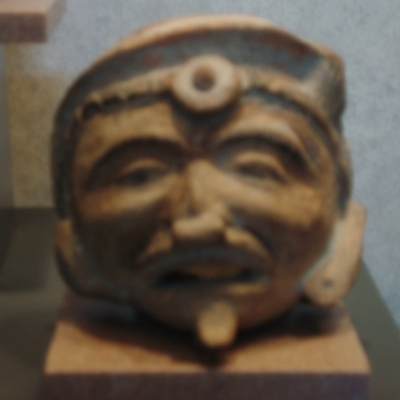
Caparró colossal de la Mixteca Baixa. Procedeix d' Acatlán de Osorio (Puebla), període Clàssic mesoamericà (ss. II-VII/VIII dC.). Col·lecció del MNA.

Acatlán va ser fundat pels mixteques durant el període Clàssic (ss. II-VII/IX dC.). Va ser un dels centres més importants de la cultura nyuinye (castellà ñuiñe), que es va desenvolupar en la Mixteca Baixa. En aquesta època es van produir els anomenats caparrons colossals, escultures de ceràmica que representen caps humans. A més a Acatlán es van descobrir peces de ceràmica policromada d'estil còdex que poden correspondre al posclàssic (ss. VIII/X-XVI dC.). Algunes de les peces presenten tècniques manufactura similars a les que segueixen emprant els artesans contemporanis d'Acatlán de Osorio.

## Política
Presidents Municipals que han estat al capdavant de l'administració:
- C. Lic. Gorgonio Rosas 1874-1876
- C. Silverio Morales 1877
- C. Antonio May 1878-1880
- C. Jesús Miranda 1881-1882
- C. Ignacio López 1883
- C. Rafael M. Sánchez; C. Simitrio Betancourt 1885
- C. Leonardo Aja 1886
- C. Refugio Lezama; C. Ignacio Serra {1887}
- C. Silverio Morales 1888-1891
- C. Carlos Ruiz 1892
- C. Leonardo Aja 1893-1896
- C. Leonardo Aja Y C. Lic. José María Camacho 1897
- C. Eduardo Rufian; C. Manuel Ramírez 1898
- C. Ignacio Machorro 1899
- C. Pedro Pastor; C. Ignacio Machorro 1900
- C. Pedro Pastor 1901
- C. Eduardo Ávila y C. Refugio Zenteno 1903-1904
- C. Miguel H. Anaya y C. Vicente Popoca 1905
- C. Vicente Popoca 1906-1908
- C. Vicente Popoca y C. Ismael Villar 1909
- C. Ismael Villar 1910
- Ismael Villar 1911 (hasta el 2 de gener)
- Samuel R. Fagoaga 1911 (del 3 de gener al 6 d'abril)
- Del 17 al 25 d'abril no hi havia govern per estar la ciutat en mans dels revolucionaris de Madero.
- José Guadalupe Caloca 1911 (de maig a octubre)
- Juan Safre 1911-1912 (del 4 de novembre al 9 de gener)
- Luis G. Nájera y Pedro Loyola 1912
- Lauro Vázquez, Ricardo Reyes Márquez y Eduardo G. Parras 1912 (del 10 de gener al 22 de febrer)
- Ricardo Reyes Márquez 1912-1914 (del 22 de febrer al 30 de novembre de 1914)
- C. Fidencio Gálvez 1915
- C. Refugio Gómez y C. Ruperto Lobato 1916
- Actuación Libre
- C. Antonio Ramírez 1917
- C. Jesús Reyes Márquez 1918
- C. Enrique Morales 1919
- C. Lucio Gálvez 1920
- C. Cándido Martínez, C. Vicente Crespo y C. Ambrosio González 1921
- C. Guadalupe Rojas 1922
- C. Refugio Gómez 1923
- C. Fidencio Gálvez 1924
- C. Jacobo Ojeda 1925
- C. Ruperto Lobato 1926
- C. Alfredo Gavito 1927
- C. Fermín E. Díaz 1928
- D. Fidencio Gálvez, C. Simitrio Márquez H. y C. Juan Herrera. Consejo Municipal. 1929
- C. Juan Herrera y C. Jesús Fuentes 1930
- C. Daniel Salmoran 1931
- C. Juan Herrera 1932
- C. Galo Aja 1933
- C. Hilario H. Romano 1934
- C. Taurino G. Méndez 1935
- C. Faustino Reyes y C. Marcelino González 1936
- C. Galo Aja 1937-1938
- C. Simitrio Márquez H. 1939-1940
- C. Jacobo Ojeda Soperanes 1941-1942
- C. Juan G. González 1943-1944
- C. José Bermejo, C. Manuel Sánchez Romano, C. Roberto Reyes Méndez, C. Rafael Vázquez 1945-1948
- C. Prof. Daniel Corro Arenas y C. Aristeo Zenteno B. 1948-1951
- C. Refugio Gómez 1951-1954
- C. Edmundo Rivera Cuervo 1954-1957
- C. Manuel Gálvez Casiano 1957-1960
- C. Dr. Jesús González Aja 1960-1963
- C. Prof. Jesús Reyes Nieto 1960-1963
- C. Dr. Julio Franco González 1960-1963
- C. Adalberto Rivera Ramírez 1960-1963
- C. Guadalupe G. Escamilla 1963-1966
- C. Prof. Jesús Reyes Nieto 1966-1969
- C. Lic. Antonio Ramírez Reyes y
- C. Fernando Vera Márquez
- C. Fernando Vega Salmoran 1972-1975
- C. Dr. Julio Franco González 1975-1978
- C. Miguel Herrera Ramos 1978-1981
- C. Prof. Delfino Felipe Macías Herrera 1981-1984
- C. Prof. Adan Nava Cruz 1984-1987
- C. Prof. Pedro León Leal 1987-1990
- C. Ing. Adolfo René Sadie Martínez Guzmán 1990-1993 (Periodo Inconcluso)
- Prof. Juan Méndez Vidal (Interino)
- C. Ing. Jesús Acosta Rodríguez 1993-1996
- C. Prof. Antonio Cruz Reyes 1996-1999
- C. Sergio Fernando Vera Espinoza 1999-2002
- C. Ing. Alfonso de Jesús Correa López 2002-2005
- C. Prof. Eugenio Edgardo González Escamilla 2005-2008
- C. Prof. Aristeo Ariza Alonso 2008-2011
- C. Arq. Lenin Martínez Reyes 2011-2014
- C. Arq. Guillermo Martínez Rodríguez 2014-2018

## Festivitats
- 30 de març: Sant Gabriel.
- 3 de maig: Tres Creus.
- 13 de juny: Sant Antonio.
- 24 de juny: Sant Joan Baptista.
- 5 d'agost és la Festivitat de la verge de les Neus que en aquest mateix barri es festeja amb la processó, celebració eucarística (missa), crema de pirotècnia i la dansa de tecuanes del barri
- 29 de setembre: Sant Miquel.
- 24 d'octubre: Sant Rafael. Es festegen amb danses de "Tecuanes", Peregrinació des de la Ciutat de Mèxic pels grups del D.F., Cuautepec, de San Juan Ixhuatepec, Cd. Neza, Cd. Neza Nueva Generación, Ixtapaluca i Chalco Edo. de Mex.
- 31 d'octubre al 02 de novembre. Celebració del Dia de Morts: a les cases en honor dels seus parents difunts, on se'ls ofereix el que en vida agradava als seus difunts (pa de mort, calaveres de sucre, cigars, etc.), en el Panteó Municipal es munten "guàrdies" davant les tombes dels familiars difunts adornades amb flor de mort i il·luminades amb llums. També en aquesta ocasió es balla la dansa dels "Tecuanes" que es representa en l'entrada d'aquest panteó, on es munta una espècie de revetlla popular amb infinitat de locals oferint aliments.

La fira principal de Acatlán es fa la setmana principal de Setmana Santa, s'hi realitzen gran quantitat d'activitats recreatives i culturals en les quals participa en la seva majoria el poble, ja que es realitzen carreres de cavalls, jocs mecànics, participació d'artistes i còmics, balls, galls, i es viu cada any la representació de la crucifixió de Crist. Aquesta és la més important fira de tota la regió.

## Història

### Època precolombina
Aproximadament 500 anys abans de la fundació d'Acatlán en la població del Zapote, avui anomenada Hermenegildo Galeana, va existir una tribu d'origen zapoteca però a conseqüència de les freqüents guerres va desaparèixer. Existeix un petit pujol conegut com "El Cantó" en que se suposa que va estar l'imperi de la reina zapoteca. L'any 1711 un terratrèmol va destruir el vell Acatlán, però en 1712 es va fundar el nou Acatlán que actualment és aquesta ciutat.

### Conquesta
En una de les expedicions amb rumb a les hibueras que amb freqüència feia Moctezuma Xocoyotzin II, va tenir relacions amoroses amb la princesa acateca anomenada Teoxóchitl (flor de déu) amb la qual va tenir dues filles que va deixar en aquesta terra. El conqueridor Hernán Cortés va deixar un manuscrit a la població de Tehuitzingo però s'ignora el seu parador fins avui. També a la població de Tepexillo al municipi de Petlalcingo Pue. El propi conqueridor va deixar una campana ostentant en la part externa la imatge de la Mare de Déu, al seu pas ho va acompanyar la Malinche la seva fidel intèrpret, portant presoner a l'últim emperador asteca Cuauhtémoc per penjar-lo a la població de Izabcaná, Campeche, el 25 de febrer de 1524, acabant així amb el gloriós imperi asteca.

### Independència
En el mes de desembre de 1813 van estar en aquesta població els generals José María Morelos i Pavón, Mariano Matamoros, Hermenegildo Galeana, Vicente Guerrero, Guadalupe Victoria, oficials i tropes de retorn de la presa d'Oaxaca i Acapulco. El general Morelos va motivar a aquest poble a lluitar per la llibertat de Mèxic. Diversos acateques es van donar d'alta en l'exèrcit insurgent. El 4 de novembre de 1816 el general Vicente Guerrero amb un grapat de voluntaris acateques. En la cañada de los Naranjos esperava a Samaniego i a un oficial realista que conduïa un comboi de sucre i tabac a la ciutat de Puebla, després d'un tremend combat resultà derrotat el general Vicente Guerrero. El dia 16 de novembre del mateix any tornà a sostenir un altre combat amb Samaniego i Lamadrid al turó de la Chinanteca obtenint en aquesta ocasió la victòria, el general don Vicente Guerrero.

### Fundació de Acatlán
La paraula "Acatlán" està conformada per dues paraules d'origen náhuatl : Acatl que significa canya o canyís, i Tlan significa junt o a prop. La unió d'ambdues paraules atenent la seva etimologia és: Lloc situat junt o prop de canyes o canyís. El seu nom oficial és Acatlán de Osorio en memòria del coronel Joaquín Osorio, que va sucumbir al cop de les bales del partit conservador. El nou Acatlán va ser fundat el 6 de gener de 1712 pel sacerdot acateca, Ildefonso Navarrete i Mejía. Acatlán va ser erigida a la categoria de ciutat el 3 d'abril de 1883, sent governador constitucional de l'estat el general de divisió don Juan N. Méndez.

### Clima de Acatlán
Es diu que Acatlán és veí de l'infern i que de fet la calor de l'infern es queda curt al costat del que se sent en aquesta entitat; hi ha un riu en aquesta regió, però està ple de sorra i fora del moment de pluja sembla un desert.
El clima per estacions de l'any es desenvolupa de la següent manera
Primavera: Calor Intensa.
Estiu: Calor Extrema.
Tardor: Calor Moderada.
Hivern: Calor.